# Monnickendam

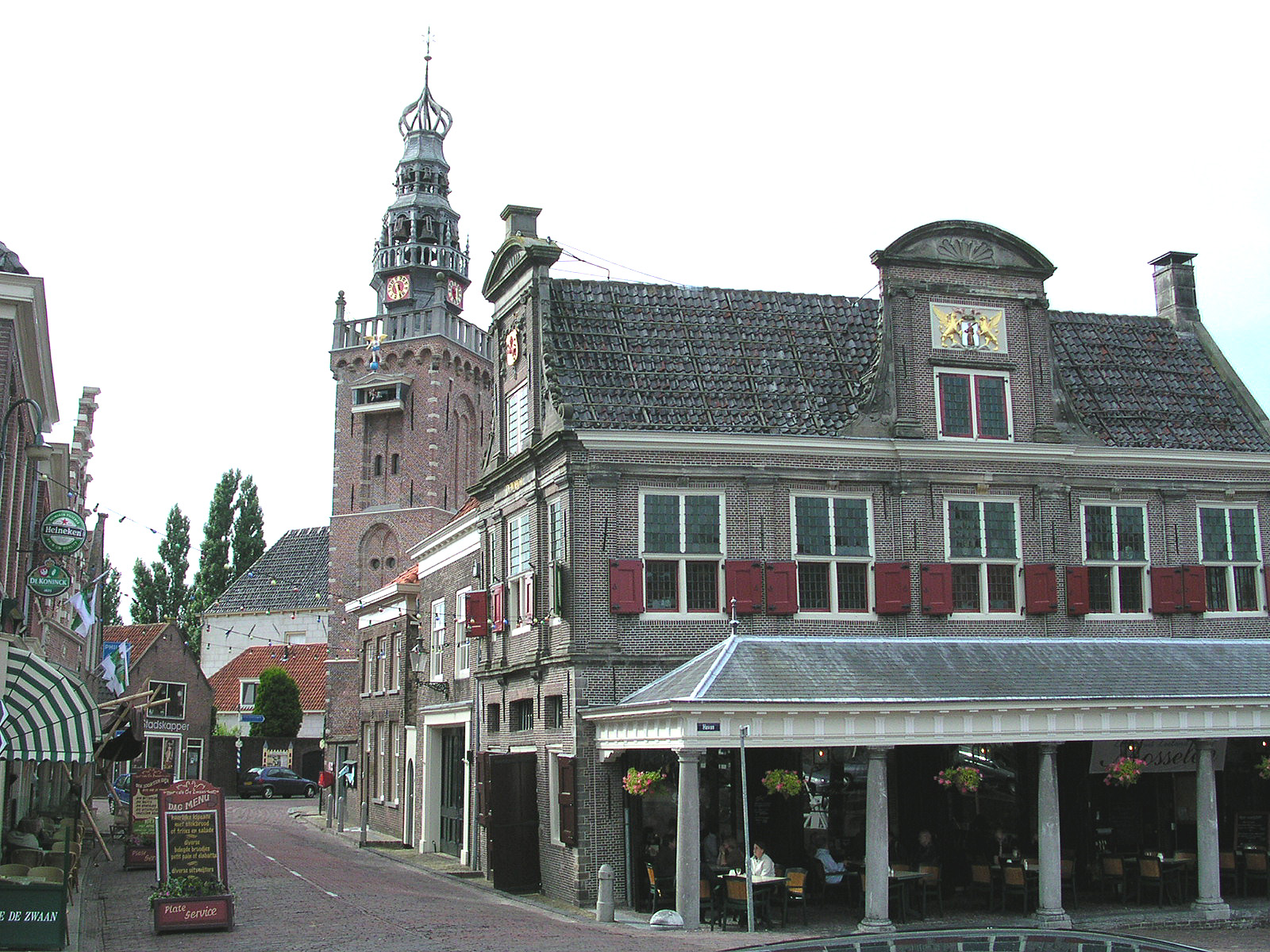
Monnickendam

Monnickendam är en stad i kommunen Waterland i västra Nederländerna. Den ligger omkring 15 kilometer från Amsterdam och har ungefär 10.000 invånare. Det är en mycket gammal stad som har en historia av sjöfart.

## Historiska personer
Hermann Jung (Junge, Jungius), född 1608/1609 i Brokreihe[-Nord] (Hodorf i Holstein, Tyskland), död 1678 i Monnickendam, var en tysk teolog och evangelisk-luthersk präst.